# 比斯塔韦利亚-德尔马埃斯特拉斯戈
比斯塔韦利亚-德尔马埃斯特拉斯戈（西班牙語：Vistabella del Maestrazgo）是西班牙巴倫西亞自治區卡斯特利翁省的一个市镇。总面积151平方公里，总人口404人（2001年），人口密度3人/平方公里。